# Gulp
Gulp — таск-менеджер для автоматического выполнения часто используемых задач (например, минификации, тестирования, объединения файлов), написанный на языке программирования JavaScript. Программное обеспечение использует командную строку для запуска задач, определённых в файле Gulpfile. Создан как ответвление от проекта Grunt, чтоб взять из него лучшие практики. Распространяется через менеджер пакетов NPM под MIT лицензией.
От Grunt отличается тем, что код задач записывается JavaScript кодом, а не в стиле конфигурационного файла.
На 2020-й год насчитывается более 4000 плагинов для Gulp.
Взаимодействия между частями программы реализуется через оператор .pipe(), выполняя по одной задаче за раз, не затрагивая исходные файлы, до конца процедуры. Это даёт возможность комбинации плагинов в любой последовательности и количестве.
Так же в Gulp усовершенствована система сборки. Это значит, что помимо запуска задач, можно также копировать файлы с места на место, компилировать и развёртывать проект в новом окружении.